# 아달라이
아달라이(타밀어: அதலை 학명:Momordica cymbalaria)는 인도가 원산인 약초로 쓰이는 풀로서 민간요법에서 당뇨병 치료에 쓰인다. 맛은 매우 쓰며, 일부 지역에서는 익혀서 식용으로 먹기도 하나, 일반적이지는 않다.